# Paweł Musiałowski
Paweł Musiałowski, ps. MrJedi (ur. 26 czerwca 1972 we Wrocławiu) – polski dziennikarz, wydawca, podróżnik, pisarz, recenzent, popularyzator mangi i anime. Współzałożyciel i redaktor magazynów komputerowych „PC-Shareware” i „CD-Action”. Od 1997 redaktor naczelny czasopisma „Kawaii”. W 2003 po zmianie wydawcy odszedł z „Kawaii” i założył dwumiesięcznik „Mangazyn”, którego redaktorem naczelnym był do zamknięcia magazynu w roku 2004. Następnie do kwietnia 2009 prowadził dział Vision Film Distribution o nazwie Anime Gate, zajmujący się wydawaniem anime i japońskich filmów aktorskich. W ramach pracy w Anime Gate, jest współautorem tłumaczenia m.in. Magicznego kota i Słodkich, słodkich czarów. Od 9 lipca 2009 prowadzi swój mikroblog na Twitterze. Prowadzi także blog o współczesnej Japonii. W tym samym roku rozpoczął nową działalność – studio grafiki i reklamy oraz pośredniczenie w realizacji projektów związanych z Japonią i ogólnie Azją – pod nazwą Kawaii. W 2010 wziął udział w obradach 46 ministrów kultury krajów Unii Europejskiej i Azji – spotkanie ASEM (Asia-Europe Meeting) w Poznaniu – w ramach panelu Salonu Polityki nt. kultury popularnej, jej przepływach między Europą, Azją i resztą świata.

## Opracowanie wersji polskiej
- 2004: Ostatni strażnik magii (współpraca)
- 2005: Erementar Gerad (tłumaczenie)
- 2005: Słodkie, słodkie czary (tłumaczenie (odc. 1-22), współpraca (odc. 23-34))
- 2006: Ergo Proxy (tłumaczenie razem z Małgorzatą Gajderowicz)
- 2006: Magiczny kot (tłumaczenie razem z Małgorzatą Gajderowicz)

Źródło: